# Nicholas Bilotto
Nicholas Bilotto (Pointe-Claire, 24 febbraio 1979) è un allenatore di hockey su ghiaccio ed ex hockeista su ghiaccio canadese naturalizzato italiano, di ruolo difensore.

## Carriera
Bilotto esordì nella Quebec Major Junior Hockey League (QMJHL) con i Beauport Harfangs (29 presenze e 3 gol). Venne poi scelto dai St. Louis Blues, ma non esordirà mai in NHL. Giocò altre tre stagioni in QMJHL, per poi passare al professionismo nelle minors: UHL, ECHL e AHL.
Nel 2005 approdò in Italia, con la maglia dell'Hockey Club Alleghe, con cui giocò anche le successive stagioni. Si ritirò dall'hockey giocato nel 2011.